# Joseph Prince

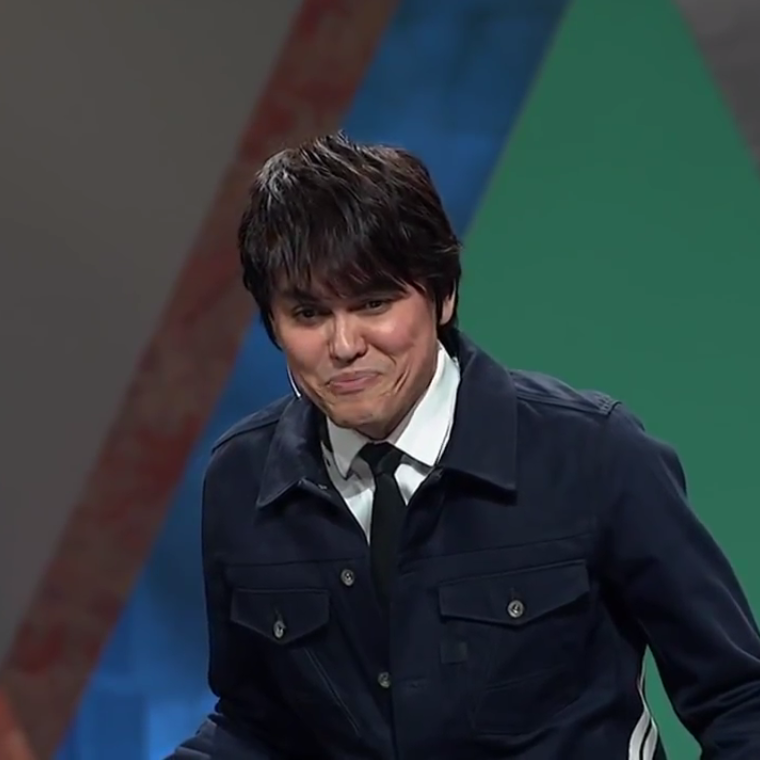
Joseph Prince

Joseph Prince (chinesisch 平約瑟, Pinyin Píng Yuē-sè, * 15. Mai 1963 in Singapur) ist Gründungsmitglied, Gemeindepastor und Prediger der New Creation Church in Singapur, einer der größten nicht konfessionsgebundenen christlichen Gemeinden in Asien.

## Werdegang als Pastor
Als Mitgründer der New Creation Church diente Prince zunächst als assistierender Pastor und Ältester.
1990, nach seiner Ernennung zum Hauptpastor, wuchs die Zuschauerzahl der New Creation Church von etwa 150 auf 33.000. Jede Woche verfolgen laut eigenen Angaben mehr als 33.000 Menschen seine Vorträge live vor Ort an mehreren Standorten sowie weitere 5 Millionen Menschen weltweit über seine TV-Sendungen New Creation TV (NCTV), die in Deutschland täglich auf Deutsch von Anixe TV und rheinmaintv, auf Englisch von God TV und CNBC Europe übertragen werden.
Prince ist außerdem Autor von mehreren Büchern, die auf Deutsch im Grace today Verlag erscheinen.
2008 erklärte Prince in einem Interview, dass er für seine Tätigkeiten in der Kirche „gut bezahlt“ werde. Berichten zufolge erhielt ein Angestellter der Kirche 2009 Zahlungen in Höhe von 500.001 bis 550.000 US-Dollar. Das Vermögen von Prince wurde im selben Jahr auf etwa 5 Millionen US-Dollar geschätzt. Dieser Einschätzung widersprach er.
In der Predigt vom Mai 2020 sagt er vielmehr explizit, dass er von der Gemeinde kein Gehalt bezieht (deutscher Titel "Erlebe Fülle in Zeiten des Mangels" Predigt vom 3. Mai 2020, englischer Titel "Experience Abundance in Times Of Famine" Sunday 3 May 2020).

## Familie
Prince ist mit Wendy Prince verheiratet und sie haben zusammen zwei Kinder.

## Kritik an den Lehren der modernen Gnadenbewegung (Hypergrace)
Der Amerikaner Michael L. Brown warnt in seinem Buch Gnade ohne Ende? vor der modernen „Gnadenbewegung“ (englisch Hypergrace), der auch Joseph Prince angehört. Einer der Hauptkritikpunkte ist die Lehre von Joseph Prince und anderen Hypergrace-Vertretern, dass der Heilige Geist gläubige Christen nicht mehr von Sünde überführe, da Gott bereits alle ihre Sünden vergeben und vergessen habe und sie in Jesus als vollkommen ansehe (S. 113). Dem hält Brown entgegen, dass Gott in seiner grenzenlosen Liebe und Güte sehr wohl dafür sorge, dass Christen sich in ihrer Sünde unwohl fühlen, damit sie sich von dieser zerstörerischen Kraft abwenden und zu Gott zurückkehren (S. 119).
Die Bibelschule Glaubenszentrum Bad Gandersheim hat sich in einem Dokument von 2017 zur modernen Gnadenbewegung positioniert. Das Dokument bezieht Stellung zu acht konkreten Lehrpunkten:
- die Identität des gnädigen Gottes im Alten und Neuen Testament
- Gnade als Wiederentdeckung statt als neue Offenbarung
- Werke als Frucht des Glaubens
- der Beginn des Neuen Bundes mit Christi Verkündigung (statt erst mit der Auferstehung)
- Notwendigkeit von Busse und Umkehr für die Anrechnung der Sündenvergebung
- bleibende Überführung von Sünde durch den Heiligen Geist im Leben des Gläubigen
- Unerreichbarkeit vollkommenener Heiligung im irdischen Leben
- der positive Wert des Gesetzes

## Bücher und Musik
- Lass los und lebe: Wie man frei wird von Stress, Sorge und Angst, 2017
- Die Revolution der Gnade: DVD und Audio-CD
- Die Revolution der Gnade – Arbeitsbuch
- Zur Herrschaft bestimmt: Das Geheimnis zu mühelosem Erfolg, Erfüllung und siegreichem Leben (Buch und Hörbuch)
- Zur Herrschaft bestimmt – 365 Andachten: Tägliche Betrachtungen für einen mühelosen Erfolg, Erfüllung und siegreiches Leben (Andachts – Buch)
- Herrsche im Leben: 90 inspirierende Andachten für außergewöhnliche Durchbrüche
- Das Eine, das zählt: 31 Andachten
- Das Gebet des Schutzes: Furchtlos leben in gefährlichen Zeiten (Buch und Hörbuch)
- Die Kraft des richtigen Glaubens: Werde frei von Angst, Schuldgefühlen und Süchten (Buch)
- Unverdiente Gunst: Dein übernatürlicher Vorteil für ein erfolgreiches Leben (Buch)
- Gesund und heil durch das Abendmahl (Büchlein und Hörbuch)
- Die Benjamin-Generation (Büchlein)
- Ein lebenswertes Leben (Büchlein)
- Dein Wunder liegt in deinem Mund (Büchlein)
- Zur richtigen Zeit am richtigen Ort (Büchlein)
- Geistliche Kampfführung (Büchlein)

Musik
- Gnade lädt mich ein: 11 Lobpreis Lieder auf deutsch übersetzt

Englisch
- The power of right believing: 7 keys to freedom from fear, guilt, and addiction. 2007, 9 Auflagen, auch auf Spanisch erschienen
- Unmerited favor: your supernatural advantage for a sucessful life. 4 Auflagen, 2009 bis 2011
- Healing promises. 3 Auflagen, 2011 bis 2012
- 100 days of right believing: daily readings from the power of right believing, a guide to help you live free from fear, guilt and addiction. 2014